# Сирійська діаспора
Сирійська діаспора (араб. شتات سوري) — складається з сирійських мігрантів та їх нащадків емігрували з Сирії і на даний час проживають в інших країнах як емігранти або біженці.
За оціночними даними за кордоном проживає близько 13 мільйонів сирійців. Управління Верховного комісара ООН у справах біженців звітує. що станом на 2016 рік близько 5,5 мільйльйонів біженців за походженням є сирійцями.

## Сирійське населення в діаспорі
| Країна            | Оцінка                                                                | Вища оцінка                                   | Регіон                           | Стаття у Вікіпедії                      |
| +                 |                                                                       |                                               |                                  |                                         |
| ----------------- | --------------------------------------------------------------------- | --------------------------------------------- | -------------------------------- | --------------------------------------- |
| Бразилія          | 1,000,000 (відповідно до досліджень IBGE у 2008 році в окремих штатах | 4,000,000 (Бразильський уряд)                 | Латинська Америка                | Сирійські бразильці                     |
| Туреччина         | 2,503,549 зареєстровано (грудень 2015)                                |                                               | Близький Схід                    | Сирійці в Туреччині                     |
| Ліван             | 1,070,189 зареєстровано (грудень 2015)                                |                                               | Близький Схід                    | Сирійці в Лівані                        |
| Йорданія          | 633,466 зареєстровано (грудень 2015)                                  | 1,400,000 оціночно (ِсерпень 2015)             | Близький Схід                    | Сирійці в Йорданії                      |
| Аргентина         | 500,000                                                               | 1,000,000                                     | Латинська Америка                | Сирійські аргентинці                    |
| Саудівська Аравія | 500,000-2,500,000                                                     |                                               | Близький Схід                    | Сирійці в Саудівській Аравії            |
| Ірак              | 247,861 оціночно (березень 2015)                                      |                                               | Близький Схід                    |                                         |
| ОАЕ               | >250,000 оціночно (2016)                                              |                                               | Близький Схід                    | Сирійці в Об'єднаних Арабських Еміратах |
| Німеччина         | 600,000+                                                              |                                               | Європейський Союз                | Сирійці в Німеччині                     |
| США               | 154,560 (за переписом 2010 року)                                      |                                               | Північна Америка                 | Сирійські американці                    |
| Швеція            | 149,418 (2016)                                                        |                                               | Європейський Союз                | Сирійці у Швеції                        |
| Єгипет            | 133,862 estimated (квітень 2015)                                      |                                               | Північна Африка та Близький Схід |                                         |
| Кувейт            | 120,000 estimated (2015)                                              |                                               | Близький Схід                    | Сирійці в Кувейті                       |
| Греція            | 88,204 (2015)                                                         |                                               | Європейський Союз                | Сирійці у Греції                        |
| Канада            | 40,840 (за переписом 2011 року)                                       |                                               | Північна Америка                 | Сирійські канадці                       |
| Австрія           | 18,000 (2015)                                                         |                                               | Європейський Союз                | Сирійці в Австрії                       |
| Австралія         | 13,517 (за походженням, 2011)                                         |                                               | Океанія                          | Сирійські австралійці                   |
| Венесуела         | 15,632 (резиденти сирійського походження, 2015)                       | 1,000,000 венесуельців сирійського походження | Латинська Америка                | Сирійські венесуельці                   |
| Алжир             | 10,000 (січень 2013)                                                  | 25,000 estimated (Jan 2013)                   | Північна Африка                  |                                         |